# Crinum amabile
Crinum × amabile es una planta herbácea perteneciente a la familia de las amarilidáceas. Es originaria de India. 
Es un híbrido de Crinum asiaticum × Crinum zeylanicum.

## Propiedades
Los bulbos de  Crinum augustum contienen un inhibidor de la acetilcolinesterasa, llamado ungeremina que puede ser adecuado como tratamiento para la enfermedad de Alzheimer. Ungeremina también se ha aislado de Nerine bowdenii, Ungernia spiralis, Zephyranthes flava, Crinum asiaticum, Ungernia minor, Pancratium maritimum y Hippeastrum solandriflorum.

## Taxonomía
Crinum x amabile fue descrita por  Donn ex Ker Gawl. y publicado en Hortus Cantabrigiensis 83. 1811
Etimología
Crinum: nombre genérico que deriva del griego: krinon = "un lirio".
amabile: epíteto latíno que significa "digno de amor"
Sinonimia
- Crinum × amabile
- Crinum × amabile var. augustum (Roxb.) Ker Gawl.
- Crinum × augustum Roxb.
- Crinum × superbum Roxb.[6][7]